# Misty Lee
Misty Lee est une actrice, comédienne de doublage et prestidigitatrice américaine, née le 22 avril 1976 à Mount Clemens.

## Jeunesse
Lee, née le 22 avril 1976, effectue ses études au lycée d'Eastpointe (en), où elle découvre la magie grâce à un camarade de classe. Organisant tout d'abord à des spectacles pour enfants, elle devient ensuite assistante d'un magicien. Elle grandit à Détroit, dans le Michigan, ville qu'elle crédite comme source d'inspiration pour sa carrière.

## Carrière
Misty Lee est une comédienne de doublage relativement prolifique, interprétant des personnages de jeux vidéos comme la princesse Leia dans Star Wars Battlefront, Dame Liadrin dans Hearthstone et World of Warcraft: Battle for Azeroth ou Titania et Camilla dans Fire Emblem Heroes,,. Lee double également plusieurs voix additionnelles dans plusieurs jeux, comme Master of Orion: Conquer the Stars. Elle double également plusieurs personnages pour des séries animées, comme tante May et Squirrel Girl dans Ultimate Spider-Man, ou Big Barda dans la série DC Super Hero Girls et les films associés.
En plus de sa carrière de doubleuse, Misty Lee est également magicienne. Elle effectue régulièrement des spectacles au Magic Castle (en) de Los Angeles, un cabaret spécialisé dans la magie. Elle a également effectué plusieurs numéros dans le théâtre de Santa Fe, possédé par George R. R. Martin.

## Vie privée

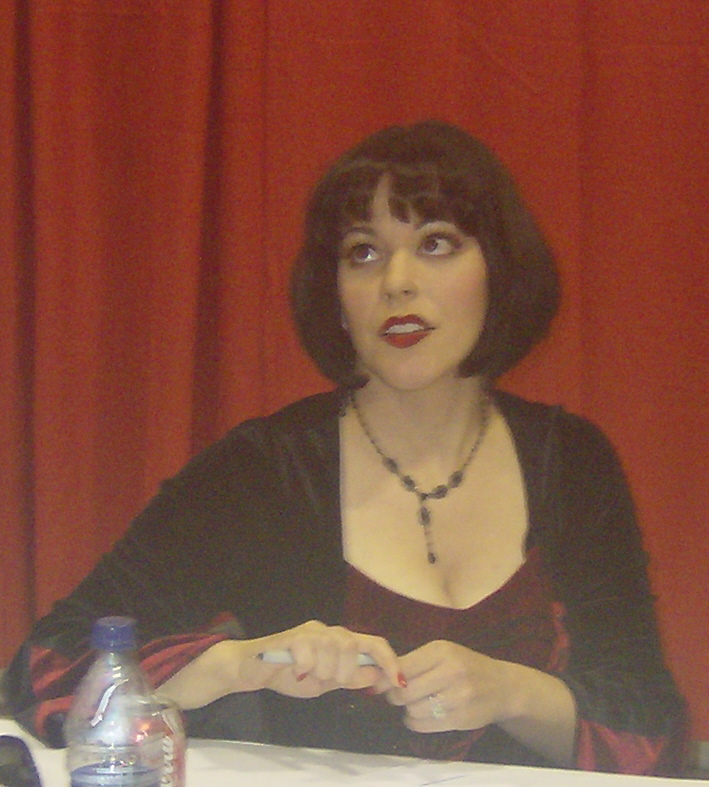
Misty Lee, en 2007.

Misty Lee est mariée à l'auteur de comics, producteur et scénariste Paul Dini depuis 2005,. Ils vivent tous les deux à Los Angeles. Ensemble, ils ont créé une série de court métrage mettant en scène une marionnette qu'ils ont eux-mêmes créées.

## Doublage

### Films d'animation
| Année | Œuvre                                             | Rôle      |
| ----- | ------------------------------------------------- | --------- |
| 2016  | DC Super Hero Girls : Héroïne de l'année          | Big Barda |
| 2017  | DC Super Hero Girls : Jeux intergalactiques       | Big Barda |
| 2018  | DC Super Hero Girls : Les Légendes de l'Atlantide | Big Barda |

### Séries d'animation
| Année       | Œuvre                            | Rôle                     |
| ----------- | -------------------------------- | ------------------------ |
| 2011 - 2012 | Garfield et Cie                  | Scheherazade, Angie      |
| 2012 - 2017 | Ultimate Spider-Man              | Tante May, Squirrel Girl |
| 2014 - 2016 | TripTank                         | Voix additionnelles      |
| 2015        | Hulk et les Agents du S.M.A.S.H. | Betty Ross               |
| 2015 - 2018 | DC Super Hero Girls              | Big Barda, Mad Harriet   |
| 2018 - 2020 | Aggretsuko                       | Kabae                    |
| 2019        | Lego City Adventures (en)        | Freya McCloud            |
| 2020        | Amphibia                         | Priscilla                |

### Jeux vidéo
| Année | Œuvre                              | Rôle                                                   |
| ----- | ---------------------------------- | ------------------------------------------------------ |
| 2009  | League of Legends                  | Kalista                                                |
| 2011  | Batman: Arkham City                | Guide du musée                                         |
| 2013  | Skylanders: Swap Force             | Star Strike                                            |
| 2013  | Saints Row IV                      | Dominatrix                                             |
| 2013  | Dead Rising 3                      | Darlene Fleischermacher                                |
| 2013  | BioShock Infinite                  | Voix additionnelles                                    |
| 2013  | The Last of Us                     | Infectée                                               |
| 2013  | Killzone: Shadow Fall              | Linden                                                 |
| 2013  | Ingress                            | Misty Hannah                                           |
| 2013  | Disney Infinity                    | Voix additionnelles                                    |
| 2014  | Infamous: Second Son               | Fille de Hank, voix additionnelles                     |
| 2014  | Hearthstone                        | Dame Liadrin                                           |
| 2014  | The Amazing Spider-Man 2           | Jean DeWolff (en)                                      |
| 2014  | Spider-man Unlimited               | Spider Ma'am, tante May                                |
| 2015  | StarCraft 2: Legacy of the Void    | Libératrice                                            |
| 2015  | Resident Evil: Revelations 2       | Voix additionnelles                                    |
| 2015  | Fallout 4                          | Talia McGovern, Molly, Cora, Kate, voix additionnelles |
| 2015  | Skylanders: SuperChargers          | StarStrike, Spotlight                                  |
| 2015  | Star Wars Battlefront              | Leia Organa                                            |
| 2016  | Call of Duty: Infinite Warfare     | Laura Gibson                                           |
| 2016  | Lego Marvel's Avengers             | Miss Hulk, Squirrel Girl                               |
| 2016  | Master of Orion: Conquer the Stars | Conseillère silicoïde                                  |
| 2016  | Mirror's Edge Catalyst             | Dispatch, garde de KruegerSec                          |
| 2017  | Fire Emblem Heroes                 | Camilla, Ursula et Titania                             |
| 2017  | Fire Emblem Warriors               | Camilla                                                |
| 2017  | Star Wars Battlefront II           | Princesse Leia                                         |
| 2017  | Agents of Mayhem                   | Daisy                                                  |
| 2018  | Lego DC Super-Vilains              | L'Enchanteresse, Ravager                               |
| 2018  | God of War                         | Sigrun, voix additionnelles                            |
| 2018  | Darksiders III                     | Envy                                                   |
| 2018  | Just Cause 4                       | Garland                                                |
| 2018  | Spyro Reignited Trilogy            | La Sorcière                                            |
| 2019  | Star Wars Jedi: Fallen Order       | La Neuvième Sœur                                       |
| 2019  | Crash Team Racing: Nitro-Fueled    | Polar, Pura, Tawna                                     |
| 2021  | Ratchet and Clank: Rift Apart      | Pirates robotiques, voix additionnelles                |
| 2023  | Genshin Impact                     | Barbeloth                                              |
| 2023  | Fire Emblem Engage                 | Camilla                                                |